# Ida Sahlström

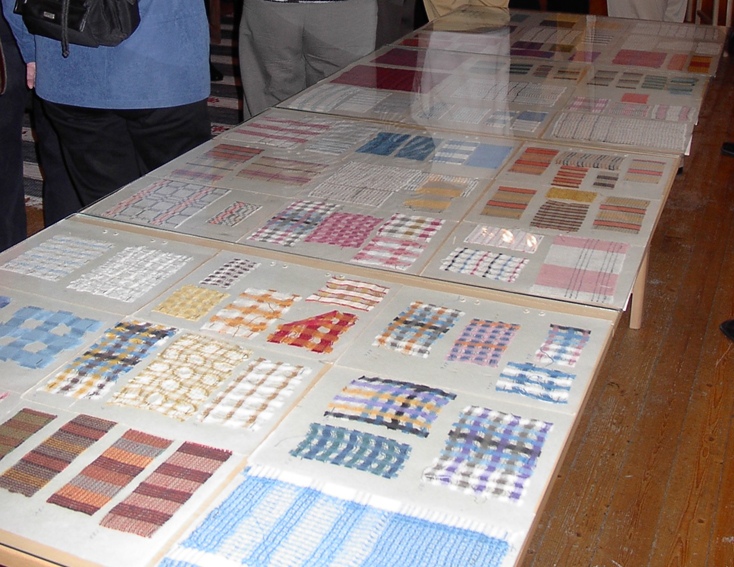
Mer än 500 vävprover finns sparade

Ida Kristina Sahlström, född 30 april 1871 på Sahlströmsgården i Utterbyn, Fryksände socken, Värmland och uppvuxen där, död 19 april 1963 på Sillegården i Svensby, Västra Ämterviks församling, Värmland, var svensk textilkonstnär. Fadern, lantbrukaren och riksdagsmannen Per Sahlström, beskrivs som sträng och kunde inte förlika sig med att tre av barnen blev konstnärer. Systern Anna Sahlström och brodern Bror Sahlström blev konstnärer, Anna målade och Bror skulpterade. Ida förbjöds länge att ägna sig åt sitt intresse för vävning, men tog kvällarna till bruk för att utveckla sitt vävande. Fadern ville ha henne till piga på gården. 
Att fadern under hela sin levnad förbjöd henne att gifta sig med August resulterade i en 17-årig väntan på äktenskap. Fadern försökte till och med köpa Augusts löfte att avstå från giftermål för 10 000 kr. Icke desto mindre förbjöd hon småningom sin dotter Margit detsamma och utsatte henne för en 20-årig väntan att få gifta sig med konstnären och bonden Erling Ärlingsson.
Ida Sahlström kom att kallas "Fryksdalsmora". Hon hade ett utpräglat sinne för affärer och färger och komponerade oändligt många vävar där färgsättningarna var helt nya för sin tid. Mer än 500 mönster är sparade och visas sommartid på Sillegården i Västra Ämtervik, Sunne, vars pensionatsverksamhet hon byggde upp från grunden samtidigt som hon hade ett 20-tal väverskor i arbete i bygderna att väva de tyger hon sålde över hela Sverige.
Av hennes textila produktion är hon idag mest känd för sina hålgardiner, mattor och den speciella majstång som sägs representera hennes livssyn: "Frihet i smått, enighet i stort och kärlek i allt". Under hennes verksamma år stod dock klädtyger till förkläden och sjaletter för en stor del av verksamheten.
Utöver den textila formgivningen ägnade hon sig också åt möbeldesign.

## Externa länkar

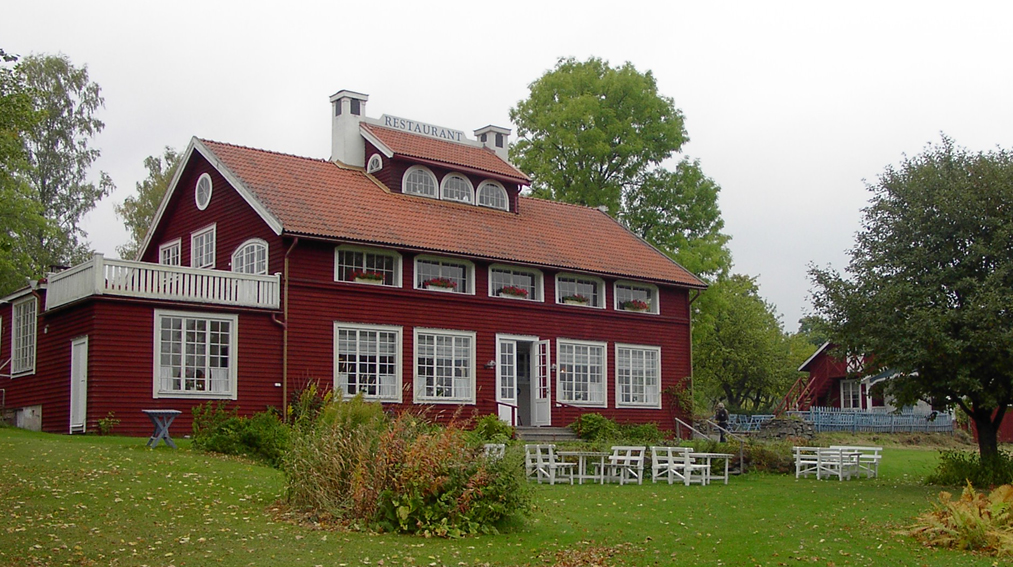
Sillegården byggdes upp av Ida